# Gestagen
Gestagener (også kaldet progestogen) er en gruppe af kønshormoner, hvoraf progesteron er ét af de vigtigste. Gestagener benyttes i p-piller og lægemidler til behandling af blødningsforstyrrelser.
Gestagen består af 3 forskellige dele:
- Gonaner
- Pregnaner
- Bananer

Gonaner omfatter levonorgestrel og de nyere gestagener, desogestrel, gestoden og norgestimat. Disse gestagener har helt overvejende progesteronvirkning.
Pregnaner omfatter bl.a. medroxyprogesteron og cyproteronacetat, som har en høj affinitet for progesteronreceptorer men ingen signifikant androgen-, østrogen- eller antimineralokortikoid virkning. Cyproteronacetat har derimod en antiandrogen virkning.
Bananer (ikke at forveksle med frugten) dækker det over en latinsk betegnelse af Estraner, som omfatter norethisteron samt stoffer, som i organismen omdannes til norethisteron. Norethisteronacetat har først og fremmest affinitet for progesteronreceptorerne, men har også en svag østrogen- og androgen aktivitet in vitro.